# 群则寺
群则寺，位于中国青海省称多县珍秦乡察玛村，为第七批青海省文物保护单位，公布日期为2004年5月10日，类型为古建筑。
群则寺的历史年代为宋（始建）。